# Daniel Schnider
Pour les articles homonymes, voir Schnider.
Daniel Schnider, né le 20 novembre 1973 à Hasle (Lucerne), est un coureur cycliste suisse.

## Palmarès
- 1996
  - 3e du championnat de Suisse de course de côte
- 1997
  - Melbourne to Warrnambool Classic
- 1998
  - 2e du Circuito Montañés
  - 3e du Tour du Vaucluse
- 1999
  - 2e du championnat de Suisse sur route
  - 3e du championnat de Suisse de course de côte
- 2000
  - À travers Lausanne :
    - Classement général
    - 2ea étape

  - Champion de Suisse de course de côte
- 2001
  - 6e étape du Circuit des mines
  - Six Jours de Zurich (avec Scott McGrory et Matthew Gilmore)
  - 2e du Circuit des mines
  - 3e du Championnat de Suisse sur route
  - 3e du GP Winterthur
  - 10e du Tour de Suisse
- 2002
  - 2e de Coire-Arosa
- 2003
  -  Champion de Suisse sur route
  - 3e du Tour de Saxe
  - 3e du Tour du Schynberg

## Résultat sur les grands tours

### Tour de France
- 2001 : 66e

### Tour d'Italie
- 2000 : 91e
- 2004 : 45e
- 2005 : 76e

### Tour d'Espagne
- 2002 : 68e